# La princesa rana (cuento)

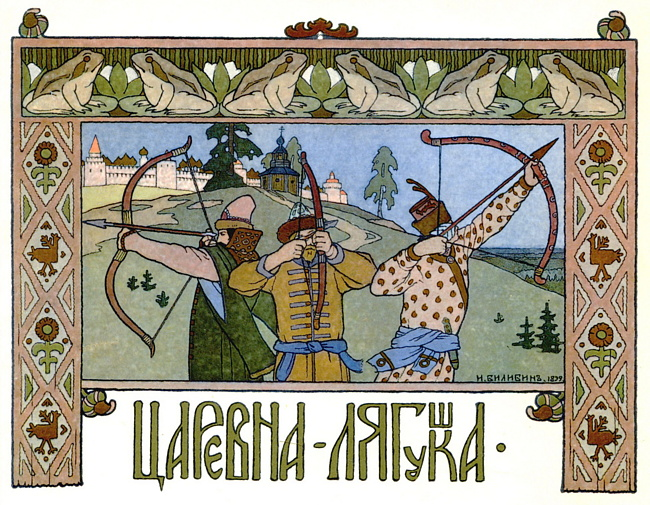
La princesa rana, ilustración de Iván Bilibin.

La princesa rana es un cuento de hadas que tiene múltiples versiones con varios orígenes. Está clasificado como tipo 402, la novia animal, en el índice de Aarne-Thompson. Otro cuento de este tipo es el noruego La muñeca en la hierba.
Las variantes rusas incluyen la Princesa Rana o Zarevna Rana (Царевна Лягушка, Zarevna Lyagushka) y también Vasilisa la Sabia (Василиса Премудрая, Vasilisa Premudraya); Aleksandr Afanásiev recopiló variantes en sus Cuentos populares rusos.

## Argumento
En las versiones rusas, el rey —preocupado por su sucesión— pide a sus tres hijos que lancen una flecha, cada uno en una dirección diferente, y que se casen con quienes las recojan. Las dos primeras son recogidas por mujeres; pero la flecha del más joven cae en una ciénaga, por lo que tiene que casarse con una rana. La rana resulta ser, en realidad, una joven maga, llamada Vasilisa, «la muy sabia», que había sido víctima de un maleficio, pero que, finalmente, recupera su aspecto humano.